# Kaze no denwa (film)
Pour plus de détails, voir Fiche technique et Distribution.
Kaze no denwa (風の電話) est un film japonais réalisé par Nobuhiro Suwa, sorti en 2020. Le film tient son nom du téléphone du vent situé à Ōtsuchi.

## Synopsis
Haru voyage à travers le Japon et essaie de faire le deuil de ses parents qui ont perdu la vie lors du séisme de 2011 de la côte Pacifique du Tōhoku. Son périple la mènera jusqu'au téléphone du vent. 

## Fiche technique
- Titre : Kaze no denwa
- Titre original : 風の電話
- Titre anglais : Voices in the Wind
- Réalisation : Nobuhiro Suwa
- Scénario : Kyōko Inukai et Nobuhiro Suwa
- Musique : Hiroko Sebu
- Photographie : Takahiro Haibara
- Montage : Takashi Sato
- Production : Eiji Izumi
- Société de production : Broadmedia Studios
- Pays :  Japon
- Genre : Drame
- Durée : 139 minutes
- Dates de sortie : 
  - Japon : 24 janvier 2020[1]

## Distribution
- Shōko Ikezu
- Tomokazu Miura : Kohei
- Serena Motola : Haru-chan
- Toshiyuki Nishida
- Hidetoshi Nishijima : Morio
- Fusako Urabe
- Makiko Watanabe : Hiroko
- Mirai Yamamoto : Yūka

## Distinctions
Nobuhiro Suwa a été nommé à l'Asian Film Award du meilleur réalisateur pour ce film.